# Tipula (Microtipula) topoensis
Tipula (Microtipula) topoensis is een tweevleugelige uit de familie langpootmuggen (Tipulidae). De soort komt voor in het Neotropisch gebied.